# Gabriele Rossetti
Gabriele Rossetti (ur. 7 marca 1995 we Florencji) – włoski strzelec sportowy, złoty medalista olimpijski z Rio de Janeiro.
Specjalizuje się w skeecie. Zawody w 2016 roku były jego pierwszymi igrzyskami olimpijskimi. Zdobył tam tytuł mistrza olimpijskiego, pokonując w finale Szweda Marcusa Svenssona. Oprócz medalu olimpijskiego ma na koncie sukcesy na poziomie mistrzostw świata i Europy w kategorii juniorów (m.in. mistrzostwo świata w 2014 r. i tytuły mistrza Europy w 2014 i 2015 r.).
Jego ojciec, Bruno, także był medalistą olimpijskim.

## Igrzyska olimpijskie
| Igrzyska | Miejscowość    | Konkurencja | Kwalifikacje | Kwalifikacje | Półfinał | Półfinał | Finał | Finał   |
| Igrzyska | Miejscowość    | Konkurencja | Wynik        | Pozycja      | Wynik    | Pozycja  | Wynik | Pozycja |
| -------- | -------------- | ----------- | ------------ | ------------ | -------- | -------- | ----- | ------- |
| IO 2016  | Rio de Janeiro | Skeet       | 121          | 5. Q         | 16       | 1. Q     | 16    | złoto   |